# Recensement de Colombie de 1951

Le recensement de Colombie de 1951 est un recensement de la population lancé en 1951 à partir du 6 mai dans la République de Colombie. La Colombie comptait alors 11 548 172 habitants.